# 域 (生物)

生物分類法上八個主要的分類單元，生物被分成三個域，並進一步被劃分成其他分類單元。本圖沒有顯示較小的中間分類單元。

在生物分類學中，域（英語：domain、empire）或總界（superkingdom）是美國生物學家卡爾·沃斯1990年设计的三域系統中最高的分類單元，該系統中，生命之樹包含細菌、古菌與真核生物等三個域，其中前兩者為原核生物，不具有細胞核；後者則具有細胞核和内膜系统包裹的细胞器。

## 三域生物特色

### 古菌
古菌屬於單細胞原核生物，外形類似細菌，但部分分子序列與代謝途徑與真核生物較相近，其細胞膜為醚酯所組成，不同於另兩域生物細胞膜主要成分為酯類。早期發現的古菌多為嗜極生物，後來漸發現古菌普遍存在各種環境中。

### 細菌
細菌也屬於單細胞原核生物，其細胞膜為酯類組成，廣泛分布於不同環境中，外形、營養方式與生長環境都有很高的多樣性。細菌的大小一般為0.5-5微米，少數特例如纳米比亚嗜硫珠菌與費氏刺骨魚菌可大至0.5毫米而能以肉眼觀察，而小型者如黴漿菌僅有約0.3微米，與大型的病毒大小相仿，甚至還有更小的超微細菌。

### 真核生物
真核生物具有細胞核以及多種膜結構組成的內膜系統，包括動物、植物、真菌等。2005年，國際原生生物學家協會將真核生物分為六个超类群（supergroups），包括後鞭毛生物、古蟲界、變形蟲界、囊泡藻界、有孔蟲界與原始色素體生物，但隨即有學者質疑囊泡藻界並非單系群，並有後續研究將其拆分。近年來持續有許多真核生物的分類理論被提出。

## 分類
2002年，英國生物學家湯瑪斯·卡弗利爾-史密斯提出了新壁總域的概念，即古菌與真核生物共同組成一演化支，為細菌中放線菌門的姊妹群。後續分子種系發生學的研究亦支持古菌與真核生物的親緣關係較與細菌的親緣關係近。

## 其他分類系統

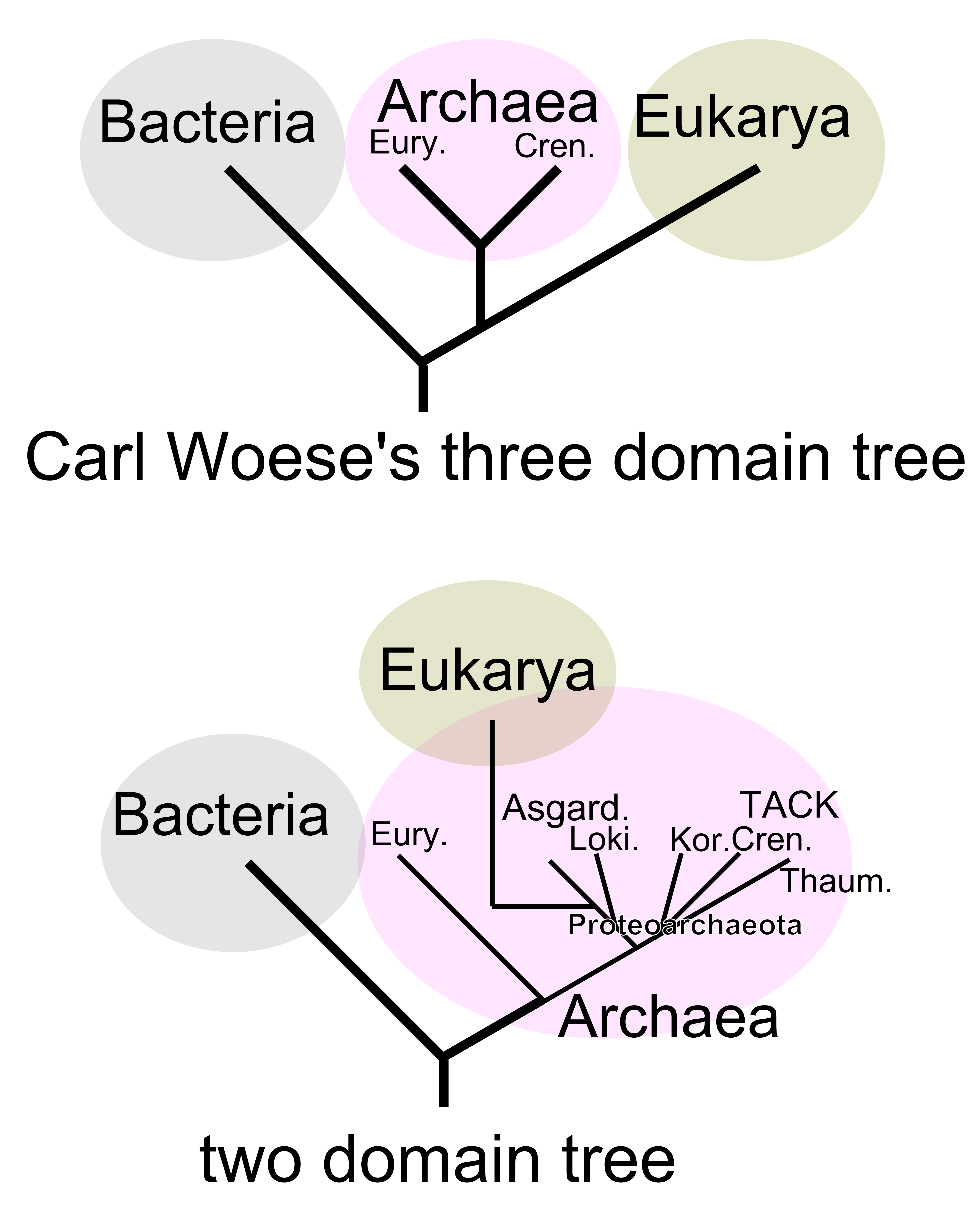
三域系統（上）與泉古菌假说（下）

除了三域系統外，其他較常用的分類系統還包括：
- 兩域系統（英语：Two-empire system）：將生物分成原核生物與真核生物兩群，其中原核生物域有真細菌界和古細菌界，真核生物域有原生生物界、菌物界、植物界和動物界[參⁠ 17][參⁠ 18]。
- 泉古菌假说（英语：Eocyte hypothesis）：將生物分成兩域，古菌與真核生物共組成一域，由美國生物學家詹姆斯·A·雷克（英语：James A. Lake）於1984年提出[參⁠ 19][參⁠ 20]。
- 三域系統中並未包含病毒。2011年，有學者認為核质巨DNA病毒可能是生物分類的第四個域，此觀點進一步在2012年獲得支持[參⁠ 21]。同年，塞爾維亞生物學家史蒂芬·盧基塔（Stefan Luketa）提出了五域的分類系統，在三域之外加入病毒（無細胞但有核酸的生命體）與普里昂蛋白（無細胞與核酸的生命體）兩域[參⁠ 22]。
- 在中國大百科全書引用過中國生物學界的另一種三域系統，把病毒等列生物和成立專屬的總界，稱為無細胞結構總界，與多細胞生物(包括動物、植物、真菌)和單細胞生物（包括原生生物和原核生物），各成為一個總界共有三個總界（域）和六個界別。[參⁠ 23]